# トロヤ惑星

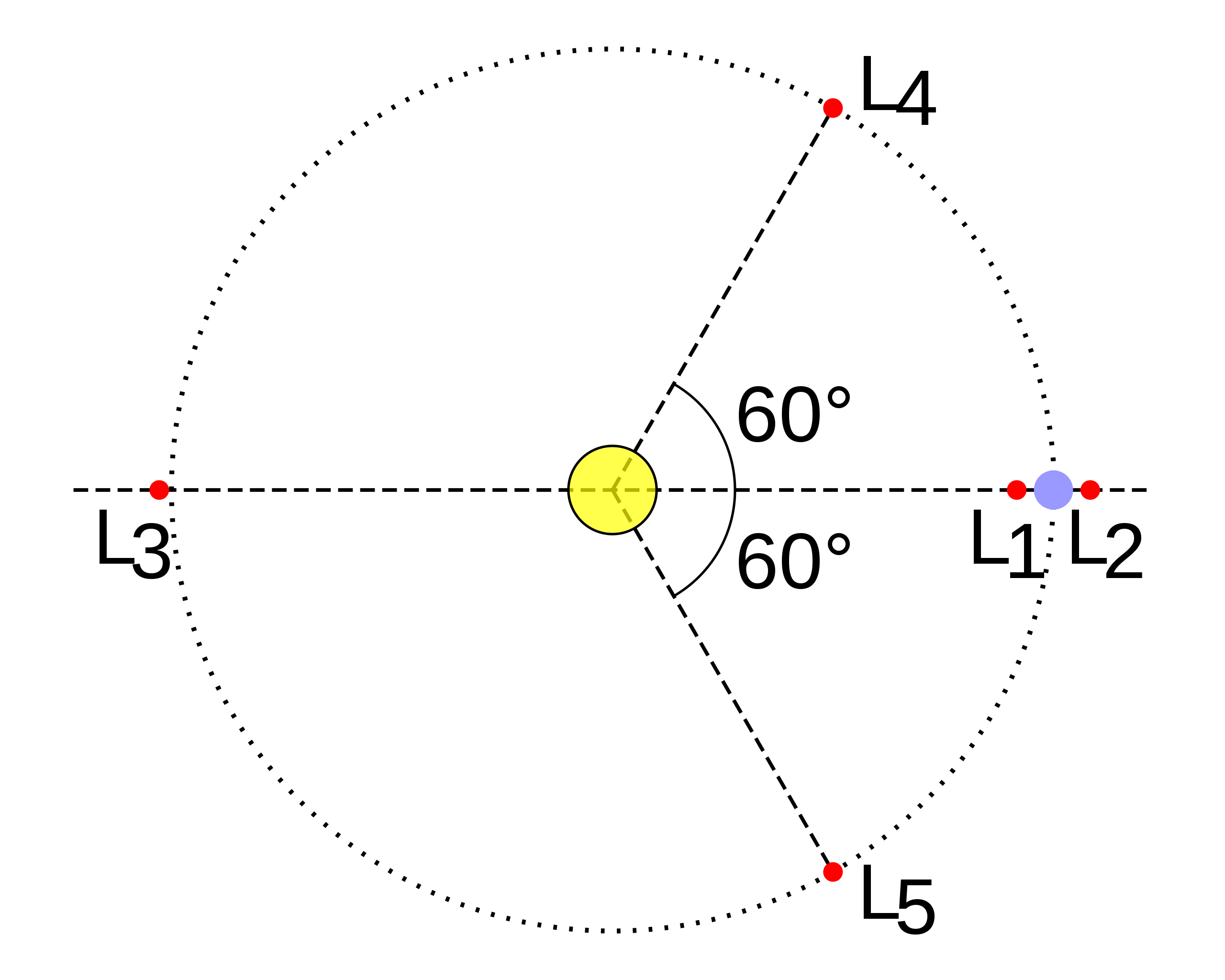
ラグランジュ点の位置。図中の黄色と青色の天体の質量比によっては、L_{4}とL_{5}は安定な点となる。

トロヤ惑星（英語: trojan planet）とは、中心恒星とその周りを公転する大質量天体（巨大ガス惑星や伴星など）のラグランジュ点（L4とL5）に位置する仮説上の惑星。大質量天体と同じ軌道を、比較的質量の小さな惑星が、角度にして60度先行するかあるいは60度遅れる形で公転するものである。
現在の太陽系にはトロヤ惑星は存在しないが、より小規模な天体として、太陽と木星のラグランジュ点を周回するトロヤ群小惑星が存在する。同様の小惑星は木星のほか、地球・火星・天王星・海王星の公転軌道上にも発見されている。また月の起源を説明するジャイアント・インパクト説の中には、地球と太陽のラグランジュ点（L4またはL5）で形成された原始惑星テイアが、ラグランジュ点から離れて地球に衝突した、とするモデルもある。
太陽系外惑星が存在する恒星系にトロヤ惑星を検出する可能性は早くから検討されており、既に2007年にはトランジット法を利用することで巨大惑星に先行あるいは追随する地球サイズのトロヤ惑星を発見できる、とする研究が発表されていた。2023年7月には、スペイン宇宙生物学センター (西: Centro de Astrobiología, CAB) の研究チームより、ALMA望遠鏡の観測データから、原始惑星系円盤を持つ前主系列星の系外惑星に公転軌道を共有するトロヤ惑星が存在することを示す検出結果が得られたとする研究が発表された。この星系は、太陽系から見てケンタウルス座の方向約370 光年の距離にあるおうし座T型星のPDS 70で、研究チームは既に2018年に発見されていた系外惑星PDS 70bのL5付近に、地球の月の0.03 - 2倍のデブリが存在することが判明した、としている。